# Grace et Frankie
Grace et Frankie (Grace and Frankie) est une série télévisée américaine en 94 épisodes d'environ 30 minutes créée par Marta Kauffman et Howard J. Morris et diffusée entre le 8 mai 2015 et le 29 avril 2022 sur Netflix.
La série s'achève avec sa septième et dernière saison et devient alors la série originale Netflix avec le plus d'épisodes (94).

## Synopsis
Grace, une femme d'affaires, et Frankie, une hippie, sont deux femmes que tout oppose. Seulement leurs maris, avocats dans le même cabinet, annoncent qu'ils s'aiment et prévoient de se marier. Les deux femmes de 70 ans commencent donc à vivre ensemble, ce qui crée une multitude d'histoires farfelues et qui finit par les unir.

## Fiche technique
- Titre original : Grace and Frankie
- Titre français et québécois : Grace et Frankie
- Création : Marta Kauffman et Howard J. Morris
- Réalisation : Tate Taylor
- Scénario : Martha Kauffman, Howard Morris.
- Producteur exécutif: Marta Kauffman, Howard J. Morris, Jane Fonda, Lily Tomlin, Paula Weinstein, David Ellison, Dana Goldberg, Marcy Ross
- Sociétés de production : Okay Goodnight et Skydance Television
- Sociétés de distribution (télévision) : Netflix
- Pays d'origine :  États-Unis
- Langue originale : anglais
- Format : couleur - 1,78:1 - son Dolby Digital
- Genre : Comédie
- Durée : 30 minutes

## Distribution

### Acteurs principaux
- Jane Fonda (VF : Pauline Larrieu) : Grace Hanson
- Lily Tomlin (VF : Pascale Jacquemont (jusqu'à 5.07) puis Julie Carli (jusqu'à 6.13) puis Cathy Cerda) : Frankie Bergstein
- Sam Waterston (VF : Michel Paulin) : Sol Bergstein, ex-mari de Frankie
- Martin Sheen (VF : Philippe Dumond) : Robert Hanson, ex-mari de Grace
- Brooklyn Decker (VF : Marie Tirmont) : Mallory Hanson, fille cadette de Grace et Robert
- Ethan Embry (VF : Alexandre Gillet) : Coyote Bergstein, fils adoptif de Frankie et Sol
- June Diane Raphael (VF : Barbara Beretta) : Brianna Hanson, fille aînée de Grace et Robert
- Baron Vaughn (en) (VF : Jean-Baptiste Anoumon) : Nwabudike « Bud » Bergstein, fils adoptif de Frankie et Sol

### Acteurs récurrents
Introduits dans la saison 1
- Peter Cambor : Barry
- Joe Morton (VF : Thierry Desroses) : Jason[2] (saison 1, invité saison 2)
- Geoff Stults (VF : Benjamin Penamaria) : Mitch[2] (saison 1, invité saison 3)
- Ernie Hudson (VF : Lionel Henry) : Jacob[3],[4] (saisons 1 à 4 et 6)
- Michael Gross (VF : Vincent Ropion [saison 1], Frédéric Popovic [saison 5]) : Jeff[5] (saisons 1 et 5)
- Michael Charles Roman (VF : Benjamin Bollen) : Adam (saisons 2, 4 et 5, invité saisons 1 et 3)
- Craig T. Nelson (VF : Patrick Messe) : Guy[6] (saison 1)
- Tim Bagley (VF : Thierry Murzeau [saison 1], Vincent Ropion [depuis la saison 2]) : Peter (saisons 1 et 3 à 5, invité saison 2)
- Brittany Ishibashi (VF : Caroline Roumeguere) : Erica (saison 2, invitée saisons 1 et 4)

Introduits dans la saison 2
- Estelle Parsons (VF : Colette Venhard) : Babe (saison 2, invitée saison 5)
- Sam Elliott (VF : Jean Barney) : Phil Milstein (saison 2)
- Marsha Mason (VF : Sylvie Genty) : Arlene (saison 4, invitée saisons 2, 3, 5 et 7)

Introduits dans la saison 3
- Megan Ferguson (VF : Edwige Lemoine) : Nadia (saison 4, invitée saison 3)
- Peter Gallagher (VF : Bernard Tiphaine) : Nick Skolka (saisons 3 à 7)
- Lindsey Kraft (VF : Margot Faure) : Allison Giampietro-Smikowitz (saisons 3 à 7)
- Jack Plotnick (VF : Thierry Jahn) : Paul (saisons 3 et 4, invité saison 5)
- Millicent Martin (en) (VF : Régine Blaess) : Joan Margaret (saisons 3 à 7)

Introduits dans la saison 4
- Lisa Kudrow (VF : Michèle Lituac) : Cherryl (saison 4)
- Mark Deklin (VF : Bruno Magne) : Roy (saison 4, invité saison 5)
- Scott Evans (VF : Stéphane Fourreau) : Oliver (saisons 4 et 5)

 Source et légende : version française (VF) sur RS Doublage

## Production
L'épisode pilote a été tourné à Atlanta et à La Nouvelle-Orléans[réf. nécessaire] et le reste de la série à Los Angeles en Californie.
La série s'arrête en 2022 avec sa septième saison.
En novembre 2021, la production invite Dolly Parton, réunissant les trois vedettes principales du film Comment se débarrasser de son patron (9 to 5) sorti en 1980.

## Épisodes

### Première saison (2015)
1. La Fin (The End)
2. Les Cartes de crédit (The Credit Cards)
3. Le Dîner (The Dinner)
4. L'Enterrement (The Funeral)
5. La Chute (The Fall)
6. Le Tremblement de terre (The Earthquake)
7. Le Concours d'orthographe (The Spelling Bee)
8. Le Sexe (The Sex)
9. L'Invitation (The Invitation)
10. L'Ascenseur (The Elevator)
11. Les Secrets (The Secrets)
12. L'Enterrement de vie de garçon (The Bachelor Party)
13. Les Vœux (The Vows)

### Deuxième saison (2016)
Le 26 mai 2015, la série a été renouvelée pour une deuxième saison, mise en ligne le 6 mai 2016.
1. La Dernière Option (The Wish)
2. Le Super Mixeur (The Vitamix)
3. La Négociation (The Negotiation)
4. L'Expédition (The Road Trip)
5. Le Code (The Test)
6. Le Poulet (The Chicken)
7. Le Sanglier (The Boar)
8. Le Rendez-vous (The Anchor)
9. Les Adieux (The Goodbyes)
10. La Faille (The Loophole)
11. La Biture (The Bender)
12. La Fête (The Party)
13. Le Coup de grâce (The Coup)

### Troisième saison (2017)
Le 10 décembre 2015, la série a été renouvelée pour une troisième saison, sortie le 24 mars 2017.
1. L'Exposition (The Art Show)
2. L'Incubateur (The Incubator)
3. Le Panel (The Focus Group)
4. Le Cambriolage (The Burglary)
5. L'Arme (The Gun)
6. La Beuh (The Pot)
7. Le Plancher (The Floor)
8. L'Alarme (The Alert)
9. Les Excuses (The Apology)
10. Les Étiquettes (The Label)
11. L'Autre Vibromasseur (The Other Vibrator)
12. La Représentation (The Musical)
13. Le Signe (The Sign)

### Quatrième saison (2018)
Le 10 avril 2017, la série a été renouvelée pour une quatrième saison sortie le 19 janvier 2018 sur Netflix.
1. La Locataire (The Lodger)
2. La Chasse au trésor (The Scavengender Hunt)
3. Les Tappy Awards (The Tappys)
4. La Date d'expiration (The Expiration Date)
5. Les Boutiques éphémères (The Pop-Ups)
6. La Charnière (The Hinge)
7. La Ligne fixe (The Landline)
8. Quartier bouclé (The Lockdown)
9. Le Genou (The Knee)
10. L'Arme mortelle (The Death Stick)
11. La Baignoire (The Tub)
12. Les Rats (The Rats)
13. Notre maison (The Home)

### Cinquième saison (2019)
Le 14 février 2018, la série a été renouvelée pour une cinquième saison, sortie le 18 janvier 2019 sur Netflix.
1. La Maison (The House)
2. Le Squat (The Squat)
3. L'Aide soignant (The Aide)
4. Le Passage piéton (The Crosswalk)
5. La Pharmacie (The Pharmacy)
6. La Retraite (The Retreat)
7. Les Tremblements (The Tremor)
8. La Cérémonie (The Ceremony)
9. Le Site (The Website)
10. La Drogue (The Highs)
11. La Vidéo (The Vidéo)
12. Le Mariage (The Wedding)
13. La Réalité alternative (The Alternative)

### Sixième saison (2020)
Le 15 janvier 2019, la série est renouvelée pour une sixième saison, et mise en ligne le 15 janvier 2020.
1. Les Nouveaux Mariés (The Newlyweds)
2. À la rescousse (The Rescue)
3. Une jeune écervelée (The Trophy Wife)
4. Le Casse-noix (The Funky Walnut)
5. En confession (The Confessions)
6. La Sourde Oreille (The Bad Hearer)
7. Surprise (The Surprises)
8. Frère de steak (The Short Rib)
9. Un et un ne font pas deux (The One-At-A-Timing)
10. Parfum de vol (The Scent)
11. Honte de rien (The Laughing Stock)
12. Face aux requins (The Tank)
13. Le Changement (The Change)

### Septième saison (2021-2022)
Le 4 septembre 2019, la série a été renouvelée pour une septième et dernière saison de seize épisodes. Le tournage de cette saison a été interrompu à cause de la Pandémie de Covid-19, et a pu reprendre le 21 juin 2021. Le 13 août 2021, Netflix sort par surprise les quatre premiers épisodes de la dernière saison. Les douze derniers épisodes de la série sortent le 29 avril 2022.
1. Les Colocs (The Roommates)
2. Le Tribunal (The Tribunal)
3. Le Lapin (The Rabbit)
4. La Circoncision (The Circumcision)
5. Le Raton laveur (The Raccoon)
6. Le Micro (The Wire)
7. La Voyante (The Psychic)
8. Bonida Bandidas (The Bonida Bandidas)
9. La Prédiction (The Prediction)
10. Pas de panique (The Panic Attacks)
11. L'Horrible famille (The Horrible Family)
12. Le Casino (The Casino)
13. Finir en beauté (The Last Hurrah)
14. Poulet paprikash (The Paprikash)
15. Fausses funérailles (The Fake Funeral)
16. Le Début (The Beginning)